# Buzancy (Aisne)
Pour les articles homonymes, voir Buzancy.
Buzancy est une commune française située dans le département de l'Aisne en région Hauts-de-France.

## Géographie

### Hydrographie
La commune est située dans le bassin Seine-Normandie. Elle est drainée par le cours d'eau 03 des Roches, le ru de Buzancy et un autre petit cours d'eau,.

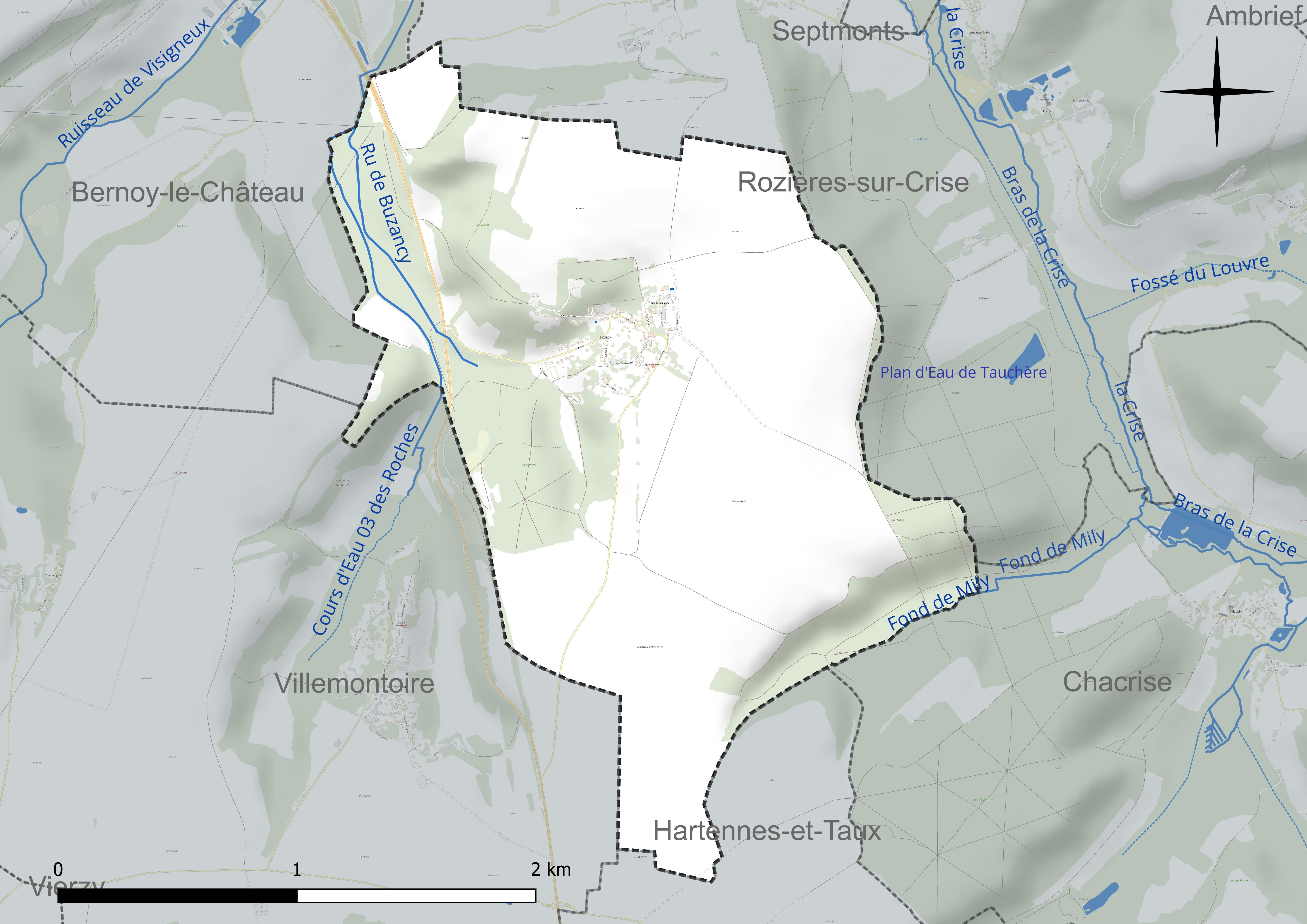
Réseau hydrographique de Buzancy.

### Climat
Pour des articles plus généraux, voir Climat des Hauts-de-France et Climat de l'Aisne.
En 2010, le climat de la commune est de type climat océanique dégradé des plaines du Centre et du Nord, selon une étude du CNRS s'appuyant sur une série de données couvrant la période 1971-2000. En 2020, Météo-France publie une typologie des climats de la France métropolitaine dans laquelle la commune est exposée à un climat océanique altéré et est dans la région climatique Nord-est du bassin Parisien, caractérisée par un ensoleillement médiocre, une pluviométrie moyenne régulièrement répartie au cours de l'année et un hiver froid (3 °C).
Pour la période 1971-2000, la température annuelle moyenne est de 10,3 °C, avec  une amplitude thermique annuelle de 15,1 °C. Le cumul annuel moyen de précipitations est de 744 mm, avec 11,6 jours de précipitations en janvier et 8,7 jours en juillet. Pour la période 1991-2020 la température moyenne annuelle observée sur la station météorologique la plus proche, située sur la commune de Braine à 14 km à vol d'oiseau, est de 11,3 °C et le cumul annuel moyen de précipitations est de 662,7 mm,. Pour l'avenir, les paramètres climatiques de la commune estimés pour 2050 selon différents scénarios d'émission de gaz à effet de serre sont consultables sur un site dédié publié par Météo-France en novembre 2022.

## Urbanisme

### Typologie
Au 1er janvier 2024, Buzancy est catégorisée commune rurale à habitat dispersé, selon la nouvelle grille communale de densité à 7 niveaux définie par l'Insee en 2022.
Elle est située hors unité urbaine. Par ailleurs la commune fait partie de l'aire d'attraction de Soissons, dont elle est une commune de la couronne,. Cette aire, qui regroupe 92 communes, est catégorisée dans les aires de 50 000 à moins de 200 000 habitants,.

### Occupation des sols
L'occupation des sols de la commune, telle qu'elle ressort de la base de données européenne d'occupation biophysique des sols Corine Land Cover (CLC), est marquée par l'importance des territoires agricoles (66,2 % en 2018), en diminution par rapport à 1990 (72,2 %). La répartition détaillée en 2018 est la suivante : 
terres arables (65,1 %), forêts (27,8 %), zones urbanisées (6 %), prairies (1,1 %).
L'évolution de l'occupation des sols de la commune et de ses infrastructures peut être observée sur les différentes représentations cartographiques du territoire : la carte de Cassini (XVIIIe siècle), la carte d'état-major (1820-1866) et les cartes ou photos aériennes de l'IGN pour la période actuelle (1950 à aujourd'hui).

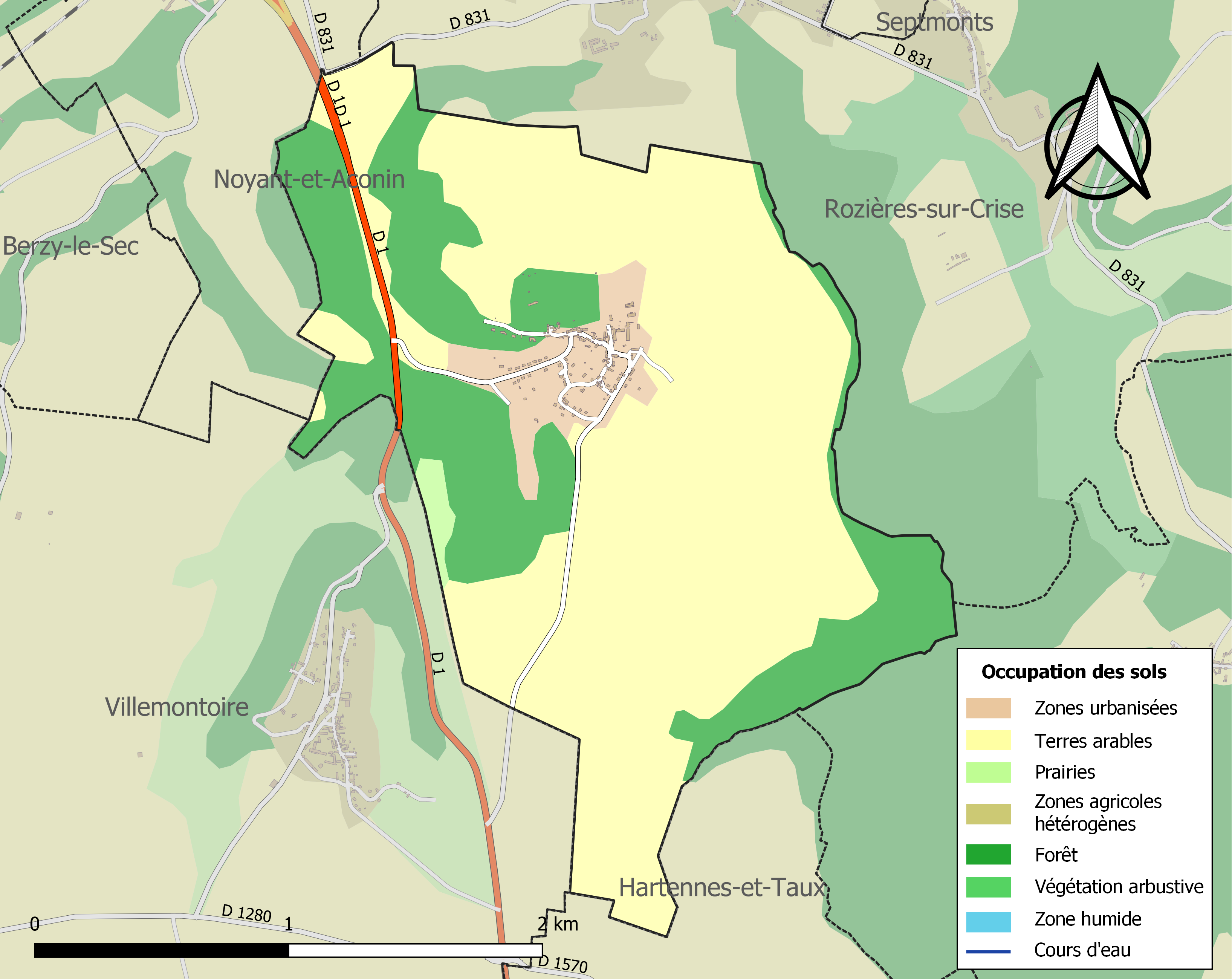
Carte des infrastructures et de l'occupation des sols de la commune en 2018 (CLC).

## Toponymie
Le nom de la localité est attesté sous la forme Birsenci (1238) ; Busency (1384) ; Buzency (1511) ; Busancy-en-Soissonnay (1561) ; Busancy.
Voir Buzancy (Ardennes)

## Histoire
Village de l'ancien Soissonnais, situé dans le haut d'un vallon étroit à 50 kilomètres au sud de Laon et à 10 kilomètres au sud de Soissons. 
Il est pour la première fois question de Buzancy au IXe siècle. Au XIe siècle, il appartenait aux seigneurs de Pierrefonds qui le donnèrent à l'un de leurs puînés. Buzancy devint dès lors le chef-lieu d'une vicomté, et un château fort y fut construit, dont il reste encore une tour. Le château actuel est celui de l'ancien fief de Grandcourt et il ne reste de l'ancienne propriété de la famille de Chastenet de Puységur, qui acquit la vicomté de Buzancy en 1646 et occupa les lieux  pendant près de trois siècles, que l'orangerie. Le château lui-même, bâti par les Puységur à la fin du XVIIe siècle, sévèrement endommagé lors des bombardements allemands de 1915, n'a jamais été reconstruit. 
L'église de Buzancy, dédiée à saint Martin, était autrefois le but d'un pèlerinage fréquenté, et on s'y rendait pour le mal de gorge.[réf. nécessaire]
Le 21 juillet 1918, la commune est reprise par la 87e division d'infanterie.

## Politique et administration

### Découpage territorial
La commune de Buzancy est membre de la communauté de communes du Canton d'Oulchy-le-Château, un établissement public de coopération intercommunale (EPCI) à fiscalité propre créé le 30 décembre 1994 dont le siège est à Oulchy-le-Château. Ce dernier est par ailleurs membre d'autres groupements intercommunaux.
Sur le plan administratif, elle est rattachée à l'arrondissement de Soissons, au département de l'Aisne et à la région Hauts-de-France. Sur le plan électoral, elle dépend du  canton de Villers-Cotterêts pour l'élection des conseillers départementaux, depuis le redécoupage cantonal de 2014 entré en vigueur en 2015, et de la cinquième circonscription de l'Aisne  pour les élections législatives, depuis le dernier découpage électoral de 2010.

### Administration municipale
| Période                                  | Période                       | Identité            | Étiquette | Qualité                                  |
| ---------------------------------------- | ----------------------------- | ------------------- | --------- | ---------------------------------------- |
| Les données manquantes sont à compléter. |                               |                     |           |                                          |
| mars 2001                                | En cours (au 11 juillet 2020) | Jean-Claude Doublet | DVG       | Retraité Réélu pour le mandat 2020-2026, |

## Démographie
L'évolution du nombre d'habitants est connue à travers les recensements de la population effectués dans la commune depuis 1793. Pour les communes de moins de 10 000 habitants, une enquête de recensement portant sur toute la population est réalisée tous les cinq ans, les populations de référence des années intermédiaires étant quant à elles estimées par interpolation ou extrapolation. Pour la commune, le premier recensement exhaustif entrant dans le cadre du nouveau dispositif a été réalisé en 2007.

En 2022, la commune comptait 183 habitants, en évolution de −3,17 % par rapport à 2016 (Aisne : −1,97 %, France hors Mayotte : +2,11 %).
| 1793 | 1800 | 1806 | 1821 | 1831 | 1836 | 1841 | 1846 | 1851 |
| ---- | ---- | ---- | ---- | ---- | ---- | ---- | ---- | ---- |
| 185  | 141  | 167  | 150  | 159  | 173  | 162  | 161  | 154  |

| 1856 | 1861 | 1866 | 1872 | 1876 | 1881 | 1886 | 1891 | 1896 |
| ---- | ---- | ---- | ---- | ---- | ---- | ---- | ---- | ---- |
| 167  | 180  | 176  | 204  | 167  | 164  | 194  | 181  | 165  |

| 1901 | 1906 | 1911 | 1921 | 1926 | 1931 | 1936 | 1946 | 1954 |
| ---- | ---- | ---- | ---- | ---- | ---- | ---- | ---- | ---- |
| 130  | 175  | 144  | 148  | 157  | 152  | 159  | 168  | 171  |

| 1962 | 1968 | 1975 | 1982 | 1990 | 1999 | 2006 | 2007 | 2012 |
| ---- | ---- | ---- | ---- | ---- | ---- | ---- | ---- | ---- |
| 156  | 131  | 121  | 183  | 188  | 169  | 178  | 179  | 186  |

| 2017 | 2022 | - | - | - | - | - | - | - |
| ---- | ---- | - | - | - | - | - | - | - |
| 190  | 183  | - | - | - | - | - | - | - |

## Culture locale et patrimoine

### Lieux et monuments
Monument des Écossais : monument érigé en août 1918 à la mémoire des soldats de l'ancienne Calédonie. Il s'agit d'un obélisque situé à côté du cimetière où sont enterrés de nombreux Écossais. 
Le monument est classé Monument historique depuis 1922 et est la propriété du gouvernement britannique.
- Église Saint-Martin de Buzancy.

### Personnalités liées à la commune
- Scipion Sardini (1526-1609), vicomte de Buzancy.
- Jacques François de Chastenet  (1656-1743), vicomte de Buzancy, marquis de Puységur, chevalier des ordres du Roi et maréchal de France. Il fut précepteur militaire du jeune Louis XV.
- Amand Marie Jacques de Chastenet (1751-1825), vicomte de Buzancy, marquis de Puységur, petit-fils du maréchal de France, lui-même général de corps d'artillerie, y est décédé. Maire de Soissons de 1800 à 1805, il est connu pour ses travaux sur le magnétisme animal.
- Aurore Clément, actrice, y a vécu jusqu'à 20 ans. Sa famille est inhumée dans le cimetière.

## Pour approfondir